# 埃杰加耶胡·迪巴巴
埃杰加耶胡·迪巴巴（1982年3月21日—），埃塞俄比亚女子长跑运动员。她曾参加2004年和2008年两届奥林匹克运动会，其中在2004年雅典奥运中，她在女子10000米项目上摘得一枚银牌，而在2008年北京奥运中，她获得女子10000米第14名。